# Hydrellia suspecta
Hydrellia suspecta är en tvåvingeart som beskrevs av Cresson 1936. Hydrellia suspecta ingår i släktet Hydrellia och familjen vattenflugor. Inga underarter finns listade i Catalogue of Life.